# The Playroom
The Playroom è un film del 2012 diretto da Julia Dyer.

## Trama
Negli anni 1970, nei sobborghi statunitensi, ognuno dei componenti della famiglia Cantwell cerca faticosamente di trovare la propria strada in un mondo in rapido cambiamento. Durante un dopocena che vede i padroni di casa, Martin e Donna, ospitare la coppia di amici Nadia e Clark Knotts, la figlia maggiore Maggie bada ai tre fratelli minori al piano superiore, mentre i genitori intrattengono gli ospiti in quello inferiore. Maggie, giovane impulsiva e vulnerabile, cerca di distrarre i bambini dalla triste realtà che si consuma nel resto dell'abitazione, dove l'alcol, oltre che nella baldoria, spinge i protagonisti verso la rivelazione di spiacevoli verità e inaspettati tradimenti. Alla fine Maggie, colta ormai dall'esasperazione, si vedrà alle prese con difficili scelte, spinta prematuramente a fare i conti con un mondo che potrebbe non essere del tutto pronta ad affrontare.

## Distribuzione
Dopo aver esordito al Tribeca Film Festival il 21 aprile 2012, viene distribuito nelle sale statunitensi a cura della Freestyle Releasing dall'8 febbraio 2013 in distribuzione limitata.

## Accoglienza
Il The Hollywood Reporter giudicò superbe le interpretazioni del cast, compresa quella dell'esordiente Olivia Harris. Secondo la rivista statunitense la pellicola costituisce un raro esempio di una storia sul diventare adulti avvincentemente narrata dalla prospettiva dei bambini. L'Huffington Post presentò il film come un «insolito e commovente racconto di libertà».